# Тиарно-ди-Сотто
Тиарно-ди-Сотто (итал. Tiarno di Sotto) — упразднённая коммуна в Италии. Расположена в автономной области Трентино-Альто-Адидже, подчиняется административному центру Тренто. Ныне является фракцией коммуны Ледро.
Население коммуны, на 31.12.2009 года, составляло 757 человек, плотность населения ─ 82,10 чел./км². Коммуна занимала площадь 9,22 км².
Почтовый индекс — 38060. Телефонный код — 0464.
Покровителем коммуны почитается святой апостол Варфоломей, день его памяти ежегодно отмечается 24 августа.

## История
Коммуна Тиарно-ди-Сотто была упразднена 1 января 2010 года, с целью создания новой коммуны Ледро. Она была создана путём объединения коммуны Тиарно-ди-Сотто с соседними коммунами Бедзекка, Кончеи, Молина-ди-Ледро, Пьеве-ди-Ледро и Тиарно-ди-Сопра.

## Демография
Динамика населения: